# 48e congrès de la Confédération générale du travail
Pour les articles homonymes, voir Congrès de Lille.
 (mars 2013).
Si vous disposez d'ouvrages ou d'articles de référence ou si vous connaissez des sites web de qualité traitant du thème abordé ici, merci de compléter l'article en donnant les références utiles à sa vérifiabilité et en les liant à la section « Notes et références ».
Le 48e congrès de Confédération générale du travail se tient du 24 au 28 avril 2006 à Lille, au lendemain du mouvement social réussi contre le contrat première embauche. 
Bernard Thibault est réélu secrétaire général du syndicat, le rapport d'activité a été adopté par 82 % des mandats et le rapport d'orientation par 339 953 voix (80,4 % des votants), contre 83 129 voix (19,6 % des votants), et 20 363 abstentions.

## Contexte
En 2005, Bernard Thibault est mis en minorité, lors de la tenue d'un Comité confédéral national, sur la position de la centrale syndicale face au référendum sur le projet de constitution européenne. Contrairement aux habitudes, le secrétaire général de la CGT proposait que le syndicat ne donne pas de consignes de vote. Le « parlement » de la CGT le désavoue à une large majorité, les 2 et 3 février. Par 81 voix, contre 18, et 17 abstentions, il est décidé que la CGT appelle à voter « Non » lors du référendum français.

## Votants
1 000 délégués délibèrent, dont 27 % de femmes. La moyenne d'âge des congressistes est de 45 ans. 569 travaillent dans le secteur privé. Ces délégués représentent 448 662 syndiqués.

## Congrès
Quoique s'étant largement exprimés à la tribune, les contestataires, partisans d'une CGT dure, de lutte de classe, notamment les fédérations de la chimie et de l'agro-alimentaire ont semblé isolés. Le « syndicalisme rassemblé » de la CGT a cependant vu François Chérèque sifflé par une partie des congressistes. En revanche, Bruno Julliard (UNEF) et Karl Stoeckel (UNL) ont été ovationnés. Le congrès s'est d'ailleurs conclu avec l'annonce d'une décision de justice déclarant le CNE contraires aux lois internationales.
La CGT a également validé son adhésion à la nouvelle internationale syndicale qui sera fondée en novembre 2006 après les Congrès de dissolution de la CISL et de la CMT et qui devrait intégrer des confédérations nationales non affiliées à ces deux organisations. De nombreux responsables internationaux étaient présents comme Guy Ryder (CISL), Willy Thys (CMT) et John Monks (CES).

## Réformes des cotisations
Le congrès a adopté moins facilement, à 63 %, une réforme des cotisations, jusqu'alors particulièrement archaïque. Avant la Seconde Guerre mondiale, les fichiers centralisés avaient permis aux Allemands de décapiter l'organisation militante. Il en avait résulté à la Libération une décentralisation qui avait conduit à la disparition d'un fichier national, qui explique que la CGT ne soit plus capable de connaître son nombre d'adhérents et que les reversements de contribution de la base vers les autres structures soient lents et erratiques, expliquant une partie de 400 000 € de déficit habituels de la confédération. Les adhérents ne recevaient pas de presse, mais devaient s'abonner soit à la NVO soit au Peuple, dans la pratique peu lus.
Les cotisations seront dorénavant ventilées instantanément aux différentes structures: confédération (10 %), syndicat de base (33 % + ou - 8 %), fédération (29 % avec + ou - 4 %), union départementale (25 % avec + ou - 4 %) , presse (3 %). Cette dernière permettra à chaque adhérent de recevoir mensuellement une revue réalisée sur la base de la NVO. Une meilleure solidarité sera également assurée entre les «bastions» et les terres de missions, pour permettre à la CGT de se développer dans les secteurs les moins syndiqués.

## Renouvellement du bureau
12 membres sont élus au bureau confédéral. 3 nouveaux entrants sont associés à 9 anciens.
- Bernard Thibault, secrétaire général ;
- Francine Blanche, 51 ans
- Michel Doneddu, 53 ans
- Maryse Dumas, 51 ans
- Frédérique Dupont, 41 ans
- Alain Guinot, 54 ans
- Maïté Lassalle, 40 ans,
- Jean-Christophe Le Duigou, 56 ans
- Graziella Lovera, 44 ans, employée au centre hospitalier d'Avignon, secrétaire générale de l'UD CGT du Vaucluse.
- Agnès Naton, 44 ans, employée à France Télécom (UD CGT de la Haute-Savoie)
- Mourad Rahbi, 35 ans
- Daniel Sanchez, 50 ans, ouvrier, secrétaire général de la Fédération CGT de la Métallurgie.

Trois nouveaux membres font leur entrée au bureau confédéral (12 membres) : Daniel Sanchez (métallurgie), Agnès Naton (UD Savoie, PTT) et Graziella Lovera (santé).

## Renouvellement de la commission exécutive
La commission exécutive est passée de 50 à 54 membres.